# Diplotaxis antoniensis
Diplotaxis antoniensis är en korsblommig växtart som beskrevs av Rustan. Diplotaxis antoniensis ingår i släktet mursenaper, och familjen korsblommiga växter. Inga underarter finns listade i Catalogue of Life.